# Gambler
För Madonna-låten, se Gambler (sång).
En gambler är en som spelar med pengar, men definitionen kan skilja sig då det finns olika sorters gamblers. Gemensamt är dock att dessa spel går ut på vadslagning där resultatet är osäker eller okänt. Spelen innehåller också ett riskmoment där spelarna, eller gamblerna satsar något av värde (oftast pengar) och hoppas på turen eller/och att oddsen håller.
Inom pokervärlden kallas en spelare för gambler (eller maniac, galning) om han spelar väldigt löst och satsar mycket på nästan vilken hand som helst. Det kan vara en som ständigt överbetar till all in i ett tidigt skede i öppen poker och tvingar sina motspelare att "gambla" med honom, dvs. satsa alla, eller en stor del av sina pengar i en situation i ett tidigt skede där vinnaren avgörs i en slantsinglingssituation där turfaktorn givetvis är avsevärt större.